# Александар Велики Комнин
Александар Велики Комнин (грч. Αλεξανδρος Μεγας Κομνηνος, око 1405–1459), такође забележен као Скантарије (владао је Трапезунтским царством заједно са својим старијим братом царем Јованом IV Великим Комнином 1451–1459. Александар је био други син трапезунтског цара Алексија IV Великог Комнина. Јован је прогнан након неуспеле побуне против њиховог оца 1426. године, а цар Алексије IV је одредио Александра за наследника. Јован се вратио у Трапезунт почетком 1429. године, и заузео престо, убивши цара Алексија IV и приморавши деспота Александра да оде у изгнанство.
Док је био у изгнанству, Александар је живео у Цариграду, пошто се његова сестра Марија удала за византијског цара Јована VIII Палеолога. Александар је покушао да добије подршку Византије и Ђенове у организовању експедиције са циљем да свргне цара Јована IV и заузме трапезунтски престо, али је имао мало успеха. Крајем 1437. године, Александар се оженио Маријом Гатилузио, ћерком Дорина I Гатилузија, господара Лезбоса, такође у покушају да стекне савезнике за борбу против свог брата. У неком тренутку, цар Јован IV и Александар су се помирили јер је Александар поново живео у Трапезунту 1450-их. Можда је цар Јован IV био мотивисан чињеницом да у недостатку синова и пошто није веровао њиховом једином другом брату, Давиду, да позове Александра назад и одреди га за наследника и цара савладара 1451. године. Цар Александар се упокојио  пре цара Јована IV, 1459. године, иако је његов син и једино познато дете, Алексије V Велики Комнин, накратко наследио цара Јована IV на месту цара 1460. године. 

## Младост
Александар је рођен 1405. године, као други син цара Алексија IV Великог Комнина, који је владао Трапезунтским царством од 1417. до 1429. године. Имао је два брата; старији Јован IV и млађи Давид, и најмање три сестре, од којих је једна била Марија, која се удала за византијског цара Јована VIII Палеолога (1425–1448). У списима савременог историчара Лаоника Халкокондила, Александар се зове Скантарије, што је име наизглед турског порекла, можда повезано са Искендером, турским обликом имена Александар. Џорџ Финлеј је 1851. године, сугерисао да су савременици Александра звали Скантарије и да то указује на турски утицај на грчки дијалект Трапезунта. Неки савремени научници, као што је Мишел Куршанскис, као и "Просопографски лексикон епохе Палеолога", фаворизују коришћење имена Скантарије, а не Александар.
Као најстарији  син, цар Алексије IV је у почетку одредио за наследника Александровог брата Јована, и вероватно га је повезао са царском влашћу као царем - савладаром. Односи између цара Алексија IV и деспот Јована су се погоршавали током Алексијеве владавине, због Јованове амбиције и због тога што је цар Алексије IV био виђен као слаб владар. Породични проблеми су достигли тачку прелома 1426. године, када је деспот Јован открио да је његова мајка (Алексијева жена) царица Теодора Кантакузин била у вези са благајником. Деспот Јован је убио човека својим рукама, а затим је покренуо државни удар, затварајући своје родитеље у њихове одаје у царској палати. Забринути да деспот Јован планира да их обоје убије, трапезунтско племство је убедило народ да ће деспот Јован бити лошији владар од цара Алексија IV и натерало га да побегне из града, пре него што је ослободило цара Алексија IV и царицу Теодору. Јован је побегао у Грузију, где се оженио ћерком краља Александра I Багратиона (1412–1442). Након Јованове побуне, чини се да је цар Алексије IV одредио свог следећег најстаријег сина, Александра, за наследника уместо Јована, и можда га учинио царем - савладаром.
Јован је планирао да освоји Трапезунт док је био у изгнанству. Из Грузије је отпутовао на Крим, и покушао да организује експедицију против цара Алексија IV уз помоћ Ђеновљана. У међувремену,цар Алексије IV је радио на склапању савеза како би осигурао сигурност свог царства. Изгледа да је преговарао са кнезом Алексијем Гавра од Теодора да ожени Александра или Давида, Алексијевом ћерком, Маријом Готском. Сви преговори су пропали када су се Јован и Ђеновљани искрцали у луку Кордил почетком 1429. године. Цар Алексије IV је напустио Трапезунт са намером да крене против Јована, али су неки међу трапезунтским племством променили своју верност и стали на Јованову страну и 26. априла 1429. године цар Алексије IV је убијен у свом шатору током ноћи, након чега је Јован постао цар као Јован IV. После убиства цара Алексија IV и приступања на престо Јована, Александар је прогнан, побегавши у Цариград где је живео код сестре царице Марије.

## Живот у прогонству
Након што је био присиљен на изгнанство, Александар је следећи пут посведочен у Константинопољу осам година касније, у новембру 1437. године. У то време, шпански амбасадор и путник Педро Тафур упознао је Александра и забележио да се недавно оженио Маријом Гатилузио, ћерком Дорина I Гатилузија, господара Лезбоса, за помоћ против цара Јована IV.  Убрзо након тога, Тафур је отпутовао у Трапезунт, где се састао са царем Јованом IV. Цар Јован IV је питао Тафура за свог брата у изгнанству, да ли је тачно да је оженио Гатилузијеву ћерку и да ли су истините гласине да је Александар убедио цара Јована VIII Палеолога и Ђеновљане да га обезбеде флотом за напад на Трапезунт. Тафур је, можда неистинито, рекао цару Јовану IV да су обе гласине истините. Иако импресиониран, цар Јован IV је одговорио да ће „знати како да се брани“, након чега је Тафур закључио да је цар Јован IV запечатио и савез са Османским царством.
Тафур се поново сусрео са Александром у марту 1438. године, када је Александар био на острву Лезбосу у Митилени, једном од Доринових феуда. Александар је био на острву заједно са својом женом, и имао је за циљ да организује експедицију да свргне цара Јована IV и преузме престо за себе. Тафур је обавестио Александра о Јовановом савезу са Османлијама и да би на тај начин било штетно ратовати, а у исто време, Ђенова је позвала Дорина I да покуша да помогне у обнављању мира између Александра и цара Јована IV, с обзиром на пословне интересе Ђенове у трговина са Трапезунтом. Александров поход је тако пропао и он поново нестаје из извора на дуже време. Његова сестра царица Марија умрла је у децембру 1439. године, што би окончало Александров утицај у Цариграду.

## Владавина
Александар је следећи пут посведочен 1451. године, турбулентне године у Трапезунту, јер су се односи између цара Јована IV и Ђеновљана погоршали, а Давид је чак био послат у поморске експедиције против њих. Изненађујуће, забележено је да је Александар у то време живео у Трапезунту, заједно са супругом Маријом и њиховим малим сином Алексијем. Према Мишелу Куршанском, највероватније објашњење за Александров повратак кући било је то што цар Јован IV није имао синове, а сумњао је у Давида,  због тога се помирио са Александром и позвао га да се врати. Према Халкондилу, Александар је био цар; Куршанскис наводи да је вероватно Александар на тај начин постао цар - савладар и именован за наследника.
Цар - савладар Александар је умро у Трапезунту. Датум његове смрти није познат, али је умро у време пада Трапезунта под Османско царство 1461. године. Како цар Александар није наследио цара Јована IV, и не помиње се после Јованове смрти, вероватно је да је он преминуо пре цара Јована IV, умро је око 1459. године, с тим да је његов млади син Алексије именован за наследника уместо њега. Млади Алексије, као цар Алексије V, је накратко владао као цар након Јованове смрти, али га је Давид убрзо збацио. Александрова породица није добро прошла после пада царства; његова жена царица Марија је ухваћена и смештена у харем султана Мехмеда II, а њихов син цар Алексије V  је прво живео са Давидом у изгнанству пре него што је погубљен заједно са Давидовом породицом 1. новембра 1463. године.